# Prefektura Domu Papieskiego
Prefektura Domu Papieskiego – zespół osób duchownych i świeckich oraz urzędów, które ze względu na swoją godność, a także sprawowane funkcje organizacyjne, wspomagające, administracyjne i porządkowe otaczają osobę papieża.
Jego funkcje określił Paweł VI w konstytucji apostolskiej Regimini Ecclesiae universae ogłoszonej w 1967 i w motu proprio Pontificalis domus z 1968. Wiele zmian, po których w Domu Papieskim zamieszkała większa liczba osób (siostry posługujące w kuchni, kamerdyner, lekarz, osobisty sekretarz) wprowadził Jan Paweł II.
Członkami z urzędu są: kardynałowie, sekretarze Kongregacji, przewodniczący papieskich Rad, sybstytut Sekretariatu Stanu oraz patriarchowie, arcybiskupi i biskupi wyróżnieni godnością assistenti al soglio "asystentów progów papieskich".
Stylem życia Domu Papieskiego i wewnętrznym jego wyglądem zajmuje się prefekt.

## Obecny zarząd prefektury
- Prefekt: wakat[1] (od 1 III 2023)
- Regent: o. Leonardo Sapienza RCI (od 4 VIII 2012)
- Asesor papieski ds. Życia Konsekrowanego: bp Daniele Libanori SJ(od 6 IV 2024)
- Teolog Domu Papieskiego: o. Wojciech Giertych OP (od 1 XII 2005)
- Kaznodzieja Domu Papieskiego: o. Roberto Pasolini OFMCap. (od 9 XI 2024)
- Osobisty sekretarz papieża: ks. Edgard Iván Rimaycuna Inga  (od 8 V 2025)
- Osobisty lekarz papieża: prof. Roberto Bernabei (od 24 II 2021)
- Osobisty asystent ds. zdrowia papieża: Massimiliano Strappetti[2] (od 4 VIII 2022)

 Kolegium protonotariuszy apostolskich de numero: 
1. o. Leonardo Sapienza RCI od 14 I 2013
2. ks. Franco Piva od 18 VI 2015
3. ks. William Millea od 2 VII 2018
4. ks. Paolo Luca Braida od 19 VII 2022
5. ks. Cesare Burgazzi od 12 IX 2022
6. ks. Brian Ferme od 8 XI 2022

## Dotychczasowi prefekci Domu Papieskiego
- 1766–1771: kard. Scipione Borghèse
- 1775–1776: kard. Guido Calcagnini
- 1969–1986: kard. Jacques Martin
- 1986–1998: kard. Dino Monduzzi
- 1998–2012: kard. James Michael Harvey
- 2012–2023: abp Georg Gänswein